# Regla generalitzada de la derivada de la potenciació
En matemàtiques, la regla de la derivada de la potenciació és un mètode per a calcular la derivada d'expressions que impliquin potenciació (elevar a una potència). En la seva forma més bàsica estableix que la derivada d'una funció f(x) = xn, on n és un nombre natural, és f '(x) = n xn−1. En altres paraules, emprant la notació de Leibniz,
{\displaystyle {\frac {d}{dx}}x^{n}=nx^{n-1}.}
Vegeu Derivada d'una potència entera per la demostració d'aquesta regla.
Aquesta expressió es generalitza molt fàcilment pel cas de què n se substitueixi per un nombre real, on xp, per x positiu, es defineix com exp(p ln(x)). Aquí "exp" indica la funció exponencial del conjunt dels nombres reals en el conjunt dels nombres reals positius, i ln indica el logaritme natural, que és la funció inversa de l'exp. La funció exponencial s'escriu habitualment exp(x) = ex, on e (≈ 2.718) és la base del logaritme natural, amb ln(e) = 1.
La regla de la potenciació amb exponent real, i altres regles de la potenciació, es dedueixen fàcilment de les fórmules de les derivades de les funcions exponencial i logaritme natural:
- exp'(x) = exp(x)
- ln'(x) = 1/x.

Hi ha diverses maneres de demostrar aquestes fórmules, depenent de com es defineixin les funcions exponencial i logarítmica. Com que aquestes funcions són mútuament inverses, la derivada d'una es pot trobar aplicant la definició de derivada i calculant el límit i la derivada de l'altra aplicant la Derivada de la funció inversa. Vegeu Derivada de la funció logaritme i Derivada de la funció exponencial per una demostració on es parteix de la funció logaritme.
Un cop establertes aquestes fórmules es dedueix la regla de la potenciació aplicant la regla de la cadena a l'expressió:
{\displaystyle x^{r}=e^{r\ln \left(x\right)}}
A l'article Derivada d'una potència real hi ha la demostració detallada.
La regla de la potenciació més general és la regla de la potenciació funcional: per a qualsevol parell de funcions f i g,
{\displaystyle (f^{g})'=f^{g}\left(g'\ln f+{gf' \over f}\right),\quad }
En els casos en què tots dos cantons estiguin ben definits.
Això s'obté escrivint fg com exp(g ln (f)). Llavors aplicant la regla de la cadena i la fórmula de exp', resulta
{\displaystyle (f^{g})'=e^{\left(g\ln f\right)}(g\ln f)'}
Aplicant la regla del producte al segon terme, conjuntament amb la regla de la cadena o la fórmula de ln' resulta
{\displaystyle (f^{g})'=f^{g}\left(g'\ln f+{gf' \over f}\right),\quad }
Tal com es volia demostrar.